# Premis Pompeu Fabra
Els Premis Pompeu Fabra són uns guardons biennals atorgats per la Generalitat de Catalunya a les persones, entitats, empreses i organitzacions que contribueixen en la projecció social de la llengua catalana, i, des de 2010, de la llengua occitana, en qualsevol punt del domini lingüístic.
La creació dels premis data del 28 d'octubre de 2008, mitjançant una ordre vicepresidencial, i va a càrrec de la Secretaria de Política Lingüística, per mitjà del Departament de Vicepresidència de la Generalitat de Catalunya. Un dels objectius dels premis és fomentar l'acció de la societat civil en l'impuls del català, i de l'occità, en els sectors de regulació privada. L'adquisició del premi no comporta l'ingrés d'una dotació econòmica, sinó d'un bust de Pompeu Fabra fet de bronze, obra de l'escultor Manuel Cusachs, en el cas català, i d'un bust de Robèrt Lafont, de les mateixes característiques i fet pel mateix autor, en el cas del premi occità.
Els premis consten de sis categories temàtiques (comunicació i noves tecnologies; àmbit socioeconòmic; projecció i difusió de la llengua catalana; trajectòria professional, científica o cívica; incorporació a la comunitat lingüística catalana, i voluntariat lingüístic, des de l'edició de 2012), així com una categoria especial per la defensa, projecció i promoció de l'occità.

## Historial

### Premi Pompeu Fabra
| Edició | Any  | Comunicació i noves tecnologies                         | Àmbit socioeconòmic  | Projecció i difusió del català           | Trajectòria professional, científica o cívica | Incorporació a la comunitat lingüística | Voluntariat lingüístic                                               |
| ------ | ---- | ------------------------------------------------------- | -------------------- | ---------------------------------------- | --------------------------------------------- | --------------------------------------- | -------------------------------------------------------------------- |
| I      | 2008 | Fundació puntCAT                                        | Grup Bon Preu        | Till Stegmann                            | Aina Moll                                     | Saoka Kingolo                           | -                                                                    |
| II     | 2009 | Google                                                  | Galetes Trias        | Patrizio Rigobon                         | Isabel-Clara Simó                             | Giovanni CastroNota 1                   | -                                                                    |
| III    | 2010 | VilaWeb                                                 | Moritz               | Bernat Lesfargues                        | Albert Jané                                   | Celia Angulo                            | -                                                                    |
| IV     | 2012 | Amical Wikimedia                                        | Grup Taurus          | Paul Preston                             | Joan Veny                                     | Pius Alibek Hermez                      | Hospital Sant Jaume d'Olot                                           |
| V      | 2014 | Núvol                                                   | Establiments Viena   | Manel                                    | Joan Melià                                    | Ileana Belfiore                         | Projecte Rossinyol. Universitat de Girona i Fundació Servei Solidari |
| VI     | 2016 | Softcatalà                                              | Casa Ametller        | Anglo-Catalan Society                    | Jordi Carbonell                               | Liz Castro                              | Punt de Referència                                                   |
| VII    | 2018 | Associació de Publicacions Periòdiques en Català        | König                | Associació d'Editors en Llengua Catalana | Mila Segarra i Jordi Mir                      | Halldór Már Stefánsson                  | Ramon Rom Sagristà                                                   |
| VIII   | 2020 | Canal Malaia                                            | FilminCAT            | Txarango                                 | Lídia Pons i Joan Julià-Muné                  | coral Canta amb el cor, del CNL de Reus | Blanca Serra                                                         |
| IX     | 2022 | Paraulògic i el portal de recursos lingüístics de l'IEC | Fibracat             | Carla Simón                              | Miquel Strubell (post mortem)                 | Shazra Javed                            | Jordi Esteban                                                        |
| X      | 2024 | AMIC, Associació de Mitjans d’Informació i Comunicació  | llibreria Drac Màgic | Dagoll Dagom Edicions Camacuc            | Isidor Marí Mayans                            | Míchel Sánchez                          | Aire Nou de Bao Isidre Pérez i Edo                                   |

### Premi Robèrt Lafont
| Edició | Any  | Defensa, projecció i promoció de l'occità |
| ------ | ---- | ----------------------------------------- |
| I      | 2010 | Pèire Bec                                 |
| II     | 2012 | Felip Gardy                               |
| III    | 2014 | Jacme Taupiac                             |
| IV     | 2016 | Fondacion Musèu Etnologic dera Val d'Aran |
| V      | 2018 | Georg Kremnitz                            |
| VI     | 2020 | Frederic Vergés Bartau                    |
| VII    | 2022 | Xavier Lamuela i Lissa Escala             |
| VIII   | 2024 | Fredo Valla                               |

### Premi Pompeu Fabra anterior
Hi havia hagut un Premi Pompeu Fabra anterior, acordat, entre d'altres, per l'Institut d'Estudis Catalans per tercera vegada el 1973 al filòleg britànic Max Woodfield Wheeler.